# Elasmus oceanicus
Elasmus oceanicus är en stekelart som beskrevs av Keizo Yasumatsu 1942. Elasmus oceanicus ingår i släktet Elasmus och familjen finglanssteklar. Inga underarter finns listade i Catalogue of Life.